# Българско училище „Д-р Петър Берон“ (Рединг)
Българското училище „Петър Берон“ е училище на българската общност в град Рединг, Англия. През учебната 2023/2024 г. в него се обучават 49 деца. Към 2025 г. директор на училището е Виктория Влаховска.

## История
Училището е създадено през 2017 г. от Виктория Влаховска и нейни съмишленици. През учебната 2017/2018 г. са записани 19 деца, а през учебната 2023/2024 г. броят им нараства на 49. През 2019 г. управлението на училището поема Виктория Влаховска. Към 2024 г. освен нея в училището преподават Бистра Божкова, Милена Миланова и Диана Петрова. През януари 2024 г. училището започва да издава свой вестник, на име „Беронче“.